# Hermenegildo García
Hermenegildo García Marturell (Santiago de Cuba, 1968. szeptember 11. –) olimpiai ezüstérmes kubai tőrvívó.